# Mujeres sacrificadas
Mujeres sacrificadas o El recuerdo del otro es una película musical mexicana de 1952 dirigida por Alberto Gout y protagonizada por Ninón Sevilla y Roberto Cañedo. 

## Argumento
Al enterarse de que su madre (Anita Blanch) se ha prostituido para mantenerla, Graciela (Ninón Sevilla) lo abandona todo para volverse bailarina de cabaret. Aunque encuentra el amor, entre la sordidez y la violencia de la vida nocturna, el recuerdo de un crimen cometido en el pasado pondrá a prueba su cordura. 

## Reparto
- Ninón Sevilla ... Graciela Montero
- Roberto Cañedo ... Octavio
- Anita Blanch ... Madre de Graciela
- Víctor Junco ... Mario Galindo
- Celia Viveros ... Maestra
- Agustín Lara ... Intervención musical
- Consuelo Vidal ... Intervención musical

## Comentarios
Mujeres Sacrificadas tiene muchos de los elementos de Aventurera o Sensualidad: una ejecución artesanalmente correcta por parte de Gout y su fotógrafo Alex Phillips, una terceta de bailes para el lucimiento de Ninón Sevilla, unas cuantas canciones con todo y aparición del mismísimo Agustín Lara en el piano y una dama que canta Noche de Ronda en francés, y la emblemática trama de la inocencia mancillada debido a la miseria y, esta vez, a la locura.
Dice Emilio García Riera en su Historia Documental del Cine Mexicano (tomo 6, página 132) que la súbita seriedad de la trama -con todo y la conversión de Ninón en una especie de Arturo de Córdova con faldas, enloquecida, catatónica, carcomida por el remordimiento y la locura- se debe a que Gout y su equipo se habían creído demasiado los elogios críticos cahieristas de Truffaut y compañía y que, por eso, ahora agregaban inútiles escenarios cosmopolitas (Martinica, París) y motivos ridículamente psicológicos (como la locura, a la que está predispuesta Ninón, según nos informa una y otra vez la voz narrativa fuera de cuadro).
Lo cierto es que Mujeres Sacrificadas puede revisarse si es un completista de la obra de Gout o, mejor aún, si se es fanático de Ninón Sevilla que, entre tanto diálogo inane, alcanza a bailar y cantar unos cuantos números, entre ellos Ponle la Montura al Potro.